# Xã Ann, Quận Cottonwood, Minnesota
Xã Ann (tiếng Anh: Ann Township) là một xã thuộc quận Cottonwood, tiểu bang Minnesota, Hoa Kỳ. Năm 2010, dân số của xã này là 179 người.